# Elizabeth Kaeton
Elizabeth Kaeton ist Evangelistin, anglikanische Priesterin und Pfarrerin der St. Paul's-Gemeinde in Chatham (New Jersey) im Bistum Newark in den USA.
Ursprünglich als Krankenschwester ausgebildet (seit 1970 arbeitete sie als „Registered Nurse“), lernte sie 1976 ihre heutige Lebensgefährtin kennen. Zusammen zogen die beiden Frauen auch sechs eigene und sechs Pflegekinder auf. Seit 1983 arbeiteten beide schwerpunktmäßig in der Behandlung von AIDS-Kranken. Aus diesen Erfahrungen spürte Kaeton ihre Berufung als Priesterin und studierte dann bis 1986 an der Episcopal Divinity School in Cambridge (Massachusetts), von der sie den Abschluss „Master of Divinity“ (M.Div.) erhielt. Im selben Jahr wurde sie vom Bischof von Maine zur Priesterin geweiht.
Fünf Jahre lang diente sie als Vikarin im AIDS Resource Center der St.-Barnabas-Gemeinde in Newark und war gleichzeitig „Priest-in-Charge“ des „House of Prayer“ in derselben Stadt. 1991–96 engagierte sie sich in „Urban Ministry“ als Ansprechpartnerin für Arme, Obdachlose und Minderheiten, bevor sie von Bischof John Spong zu der Stelle als „Canon Missioner“ der „Oasis Ministry“ berufen wurde. Dort war sie Lehrerin, Evangelistin, Pfarrerin, und Fürsprecherin für die lesbische, schwule, bisexuelle und transgender Gemeinde. 2002 wechselte sie dann zu ihrer heutigen Stelle als Pfarrerin einer Vorortsgemeinde in New Jersey.

## Veröffentlichungen
- „The Power of Prayer,“ THE VOICE, Diocese of Newark Newspaper, Polly Bond Award March, 2000
- „Two Grooms Revisited,“ A Sea of Stories: The Shaping Power of Narrative; Harrington Park January, 2000
- „To Have and To Hold,“ Journal of LGCM, UK March, 2000
- „The Advent of Desire,“ Sermons That Work, VII, Advent III; Morehouse 1999
- Called to Full Humanity: Letters to Lambeth Bishops, Journal of LGCM, UK 1998
- „Pastoral Care at the End of Life,“ Journal of Palliative Medicine Fall, 1998
- „Maria's Children,“ The Witness Magazine, Polly Bond Award April, 1997
- „Dealing With Grief,“ The Witness Magazine, Polly Bond Award April, 1998
- „Beyond Inclusion Report,“ the Witness Magazine June, 1998
- „Contributing Monthly Author/Editor,“ THE VOICE, Diocese of Newark Newspaper
- „Lambeth“ -Polly Bond Award Sept., 1998